# Jon Storm-Mathisen
Jon Storm-Mathisen (* 16. Januar 1941 in Oslo) ist ein norwegischer Neurowissenschaftler. Er ist emeritierter Professor für Medizin an der Abteilung für Anatomie an der Medizinischen Fakultät der Universität Oslo. Storm-Mathisen war bisher stellvertretender Leiter des Zentrums für Molekulare Biologie und Neurowissenschaften. Er ging im Jahr 2011 in Pension.

## Werk
Er erhielt den Anders Jahres Medical Prize 2006 für seine bahnbrechenden Forschungen über Neurotransmitter im Gehirn. Der Grund für die Preisverleihung wurde damit erklärt, dass Jon Storm-Mathisen gezeigt hat, dass Nervenzellen im Gehirn durch die Verwendung der Aminosäure Glutamat als Neurotransmitter kommunizieren. Dies war eine überraschende neue Erkenntnis. Er erhielt auch den Universität Oslo-Forschungspreis im Jahr 2004 mit der Begründung, dass er grundlegend für die derzeitige positive Umgebung in der Neurobiologie verantwortlich ist.
Er ist einer der meistzitierten norwegischen Forscher.